# Lamberto Maggiorani

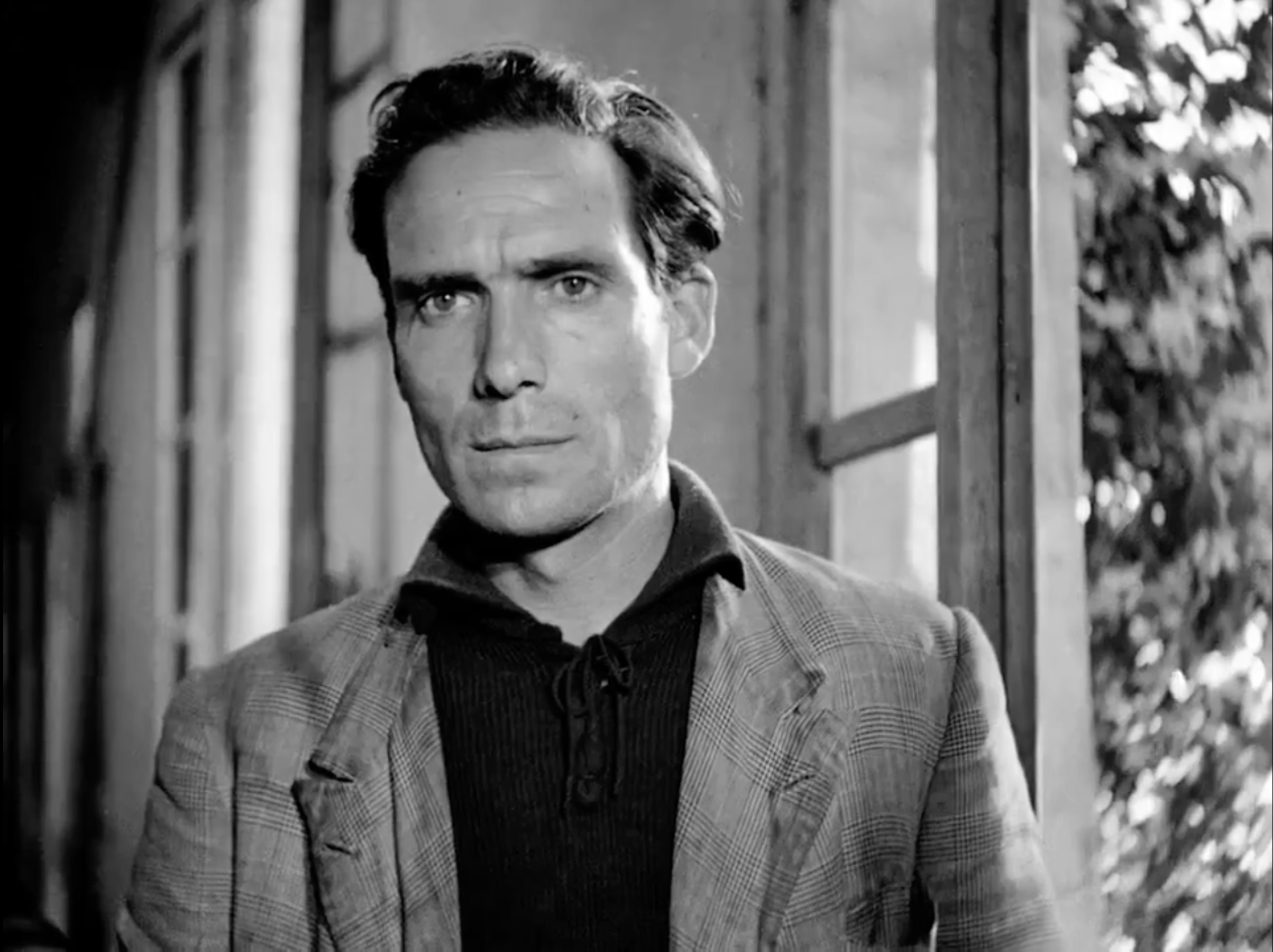
Lamberto Maggiorani i en scen ur filmen Cykeltjuven.

Lamberto Maggiorani, född den 28 augusti 1909 i Rom, död den 22 april 1983 på samma ort, var en italiensk arbetare som tidvis försörjde sig som skådespelare utan att ha någon som helst utbildning för yrket. 
Maggiorani blev världskänd för sin tolkning av huvudpersonen Antonio Ricci i Vittorio de Sicas film Cykeltjuven (Ladri di biciclette) från 1948. När Maggiorani valdes till huvudrollen som den arbetslöse Ricci var han fabriksarbetare, anställd vid Bredas fabrik i Rom. Efter filminspelningen, som var hans första, återvände Maggiorani till fabriksarbetet men blev efter en tid uppsagd på grund av arbetsbrist. Under ett par årtionden därefter försörjde han sig periodvis som karaktärsskådespelare i ett 20-tal filmer av varierande kvalitet men var tvungen att dryga ut inkomsterna genom att bland annat arbeta som murare.